# NGC 5728
NGC 5728 este o galaxie seyfert de tip 2⁠(d) situată în constelația Balanța. A fost descoperită în 7 mai 1787 de către William Herschel. Se află la o distanță de 37,5 de megaparseci de Pământ.